# SMART 기준

스마트 두문자어의 의미를 보여주는 그림

SMART 기준(SMART criteria, 스마트 기준) 또는 S.M.A.R.T.는 효과적인 목표 설정 및 목표 개발을 위한 기준을 수립하는 데 사용되는 기억 보조 장치로 사용되는 두문자어이다. 이 프레임워크는 프로젝트 관리, 직원 성과 관리 및 개인 개발을 포함한 다양한 분야에서 일반적으로 적용된다. 이 용어는 1981년 11월 《매니지먼트 리뷰(Management Review)》에 실린 조지 T. 도란(George T. Doran)의 논문에서 처음 제안되었다. 그는 여기서 구체적(specific), 측정 가능(measurable), 할당 가능(assignable), 현실적(realistic), 시간 제한적(time-bound)인 목표를 설정할 것을 주장했으며, 이로 인해 S.M.A.R.T.라는 두문자어가 생겨났다.
SMART 프레임워크는 출범 이후 진화하여 두문자어의 다양한 변형이 나타났다. 일반적으로 사용되는 버전에는 달성 가능(attainable), 관련성(relevant), 시기 적절(timely)과 같은 대체 단어가 포함된다. 또한 여러 저자가 두문자어에 보충 문자를 도입했다. 예를 들어, 일부는 "자기 정의(self-defined)" 요소를 포함하는 SMARTS 목표를 언급하는 반면, 다른 일부는 SMARTER 목표를 사용한다.
SMART 목표의 지지자들은 이러한 기준이 비즈니스(직원과 고용주 사이) 및 스포츠(선수와 코치 사이)와 같은 다양한 상황에 적용 가능한 목표 설정 및 평가를 위한 명확한 프레임워크를 촉진한다고 주장한다. 이 프레임워크는 목표를 설정하는 개인이 예상되는 결과를 정확하게 이해할 수 있도록 하는 반면, 평가자는 평가를 위한 구체적인 기준을 갖게 된다. SMART 두문자어는 피터 드러커의 목표에 의한 관리(MBO) 개념과 연결되어 전략 기획 및 성과 관리에서 그 근본적인 역할을 보여준다.

## 역사
1981년 11월 《매니지먼트 리뷰(Management Review)》(AMA 포럼)에 실린 조지 T. 도란의 "관리 목표를 작성하는 S.M.A.R.T.한 방법(There's a S.M.A.R.T. way to write management's goals and objectives)"이라는 논문은 명확한 목표의 중요성을 강조하면서 관리 목표 설정을 위한 프레임워크를 소개한다. 그가 제안한 S.M.A.R.T. 기준은 다음과 같다.
- 구체적(Specific): 개선을 위한 특정 영역을 목표로 삼는다.
- 측정 가능(Measurable): 진행 상황의 지표를 수량화하거나 최소한 제시한다.
- 할당 가능(Assignable): 책임을 명확하게 정의한다.
- 현실적(Realistic): 가용 자원으로 달성 가능한 결과를 계획한다.
- 시간 관련(Time-related): 예상 결과에 대한 일정을 포함한다.

도란은 모든 관리 수준, 특히 중급 관리 역할에서는 목표를 항상 수량화하는 것이 실현 가능하지 않다고 명확히 한다. 그는 포괄적인 실행 계획을 수립하기 위해 수량화 가능한 목표와 더 추상적인 목표의 균형을 맞추는 것이 가치 있다고 주장한다. 이는 효과적인 관리의 토대로 목표와 실행 계획의 통합을 강조한다.

## 일반적인 사용
S.M.A.R.T. 목표는 계획 및 프로젝트 관리의 핵심 개념이다. 이 두문자어는 일관되게 사용되지만, 목표 및 목적에 다르게 적용된다. 목표는 프로젝트 또는 과제에서 의도하는 광범위한 결과를 정의하며, 목적은 이러한 결과를 달성하기 위한 실행 가능한 단계를 명시한다. 프레임워크의 적용에 약간의 변형이 있음을 인정하며, 이는 실제 해석의 범위를 반영한다.
| 문자 | 가장 일반적인                                    | 대안 |
| ---- | ------------------------------------------------ | --- |
| S    | 구체적(Specific)                                 | (전략적 및 구체적) |
| M    | 측정 가능(Measurable)                            | |
| A    | 달성 가능(Achievable) 또는 성취 가능(attainable) | 할당 가능(Assignbale) (원래 정의), 합의된(Agreed), 행동 지향적(action-oriented), 야심찬(ambitious), (합의되고 달성 가능하며 성취 가능한), 적극적(aggressive)                              |
| R    | 관련성(Relevant)                                 | 현실적(Realistic), 합리적(reasonable), (현실적이고 자원화된), 결과 기반(results-based) |
| T    | 시간 제한적(Time-bound)                          | 시간 기반(Time-based), 시간 지향적(time-oriented), 시간 제한적(time-limited), 시간/비용 제한적(time/cost limited), 시기 적절(timely), 시간 민감적(time-sensitive), 시간 프레임(timeframe) |

## 효과성
연구에 따르면 SMART 목표 설정 프레임워크의 효과는 적용되는 맥락에 따라 달라질 수 있으며, 이는 보편적인 적용이 항상 효과적인 결과를 가져오지 않을 수도 있음을 나타낸다.

### 경력 목표
미시간 주립 대학교 확장 연구는 SMART 목표 설정 접근 방식의 효과를 강조했다. 목표를 작성하고 실행 단계를 요약한 개인은 목표 달성에 76%의 성공률을 보였으며, 특히 매주 친구와 업데이트를 공유할 때 더욱 그러했다. 이는 목표를 문서화하지 않은 사람들의 43% 성공률과 비교되어 SMART 목표 설정의 체계적인 접근 방식이 이점을 제공함을 보여준다.

### 신체 활동
문헌 검토에 따르면 신체 활동 증가를 위한 SMART 두문자어의 효과는 혼합된 것으로 나타났다. 비판은 과학적 근거와 경험적 지원 부족에 초점을 맞추며, 비특정적이고 개방형 목표가 일부 개인에게 더 유익할 수 있다고 제안한다. 연구에 따르면 모호하거나 도전적인 목표가 신체 활동 증가에 있어 구체적인 목표보다 더 효과적일 수 있다. 스완(Swann) 외 연구진은 원래 SMART 프레임워크가 이론적 또는 경험적 기반이 없다고 강조하며, 이는 더 광범위한 목표 설정 연구와 대조된다.

## 변형
SMART 프레임워크는 일부 저자에 의해 추가 기준을 포함하도록 확장되어 다용도성과 적용 가능성이 향상되었다. 이러한 확장 사례는 다음과 같다.
- SMARTER
  - 평가 및 검토됨[8]
  - 일관되게 평가하고 숙달을 인정함[9]
  - 흥미롭고 기록됨[24]
- SMARTIE
  - 형평성 및 포용성[25][26]
- SMARTTA
  - 추적 가능하고 합의됨[17]
- SMARTA
  - 합의됨[27]
- SMARRT
  - 현실성(Realistic) 및 관련성(relevance) – '현실성'은 가용한 자원으로 달성할 수 있는 것을 의미한다. '관련성'은 목표가 더 큰 그림과 비전에 부합하는지 확인한다.[28]
- I-SMART
  - "영향(Impact)"을 보여주는 사회적 목표[29]

## 대체 두문자어
다른 기억술 두문자어(또는 축약어)도 목표 설정 지침에 대한 기준을 제공한다.
- CLEAR:[30][31] 협력적(Collaborative); 제한적(Limited); 감정적(Emotional); 상당한(Appreciable); 정제 가능(Refinable)
- PURE:[31] 긍정적으로 진술됨(Positively stated); 이해됨(Understood); 관련성(Relevant); 윤리적(Ethical)
- CPQQRT:[32][33] 맥락(Context); 목적(Purpose); 수량(Quantity); 품질(Quality); 자원(Resources); 시기(Timing)
- ABC:[34] 달성 가능(Achievable); 믿을 수 있는(Believable); 헌신적(Committed)
- FAST:[35] 자주 논의됨(Frequently discussed); 야심찬(Ambitious); 구체적(Specific); 투명한(Transparent)
- STD:[36] 구체적(Specific); 시간 제한적(Time-Bound); 어려운(Difficult)
- REAP[37] 문제 해결(Resolve a Problem), 기회 활용(Exploit an Opportunity), 전략적 목표에 부합(Align to a Strategic Objective), 비즈니스 이점 창출(Produce a Business Benefit)

## 같이 보기
- 목표에 의한 관리
- PDCA
- 성과 지표
- 전략 기획

## 내용주
1. 1 2  [8][9][10][11][12][13][14][15][16][17][18]
2. ↑  [8][11][12][14][16][17]
3. ↑  [15][19]
4. ↑  [8][11][14][16]
5. ↑  [10][12][13][15][17]
6. ↑  [8][11][12][13][18][19]